# Lueta, Harghita
Lueta (în maghiară Lövéte) este satul de reședință al comunei cu același nume din județul Harghita, Transilvania, România. Se află în partea de sud-vest a județului.

## Așezare
Localitatea Lueta este situată în partea de sud a județului, la poalele vestice ale Munților Harghitei, pe cursul superior al Homorodului Mic, la 35 km. distanță de municipiul Miercurea Ciuc, pe drumul județean Vlăhița - Lueta - Merești.

## Date geologice
În subsolul localității se găsește un masiv de sare. Tradiția exploatării apei sărate de către localnici (din fântâni special amenajate) și a folosirii acesteia în gospodării s-a păstrat în aceasta zonă până în prezent.

## Istoric
Descoperiri arheologice stau dovadă existenței omului aici încă din cele mai vechi timpuri, astfel pe teritoriul satului se semnalează o lingură de lut cu slip negru și un fragment de vas, ambele din neolitic, precum și tetradrahme de la Filip II, Alexandru III și thasiene.
Tot aici s-a mai descoperit și partea superioară a unui vas dacic modelat cu mâna, din secolul I î.d.Hr. - sec. I d.Hr.
Pima atestare documentară a satului datează din anul 1332 sub numele de Sarcedos de Lueche, iar în anul 1567 satul se va numi  Leöwete, denumire proveninită de la numele vechi maghiar Levente, nume purtat de mai mulți membrii ai Dinastiei Árpád
În anul 1771 începe construcția în stil baroc târziu a Bisericii romano-catolice "Adormirea Maicii Domnului", construcție încheiată în anul 1776.
Satul Lueta a aparținut începând cu anul 1876 de Comitatul Odorhei din Regatul Ungariei, apartenență ce se încheie în anul 1920 odată cu semnarea Tratatului de la Trianon, tratat ce prevedea stabilirea frontierelor Ungariei cu vecinii săi.
În perioada interbelică, Lueta face parte din zona teritorială a județului Odorhei, iar începând cu anul 1968, după desființarea Regiunii Autonome Maghiare, localitatea aparține de județul Harghita.

## Economie
Economia localității este una predominant agricolă, bazată pe cultura plantelor, exploatarea fânețelor și creșterea animalelor.

## Atracții turistice

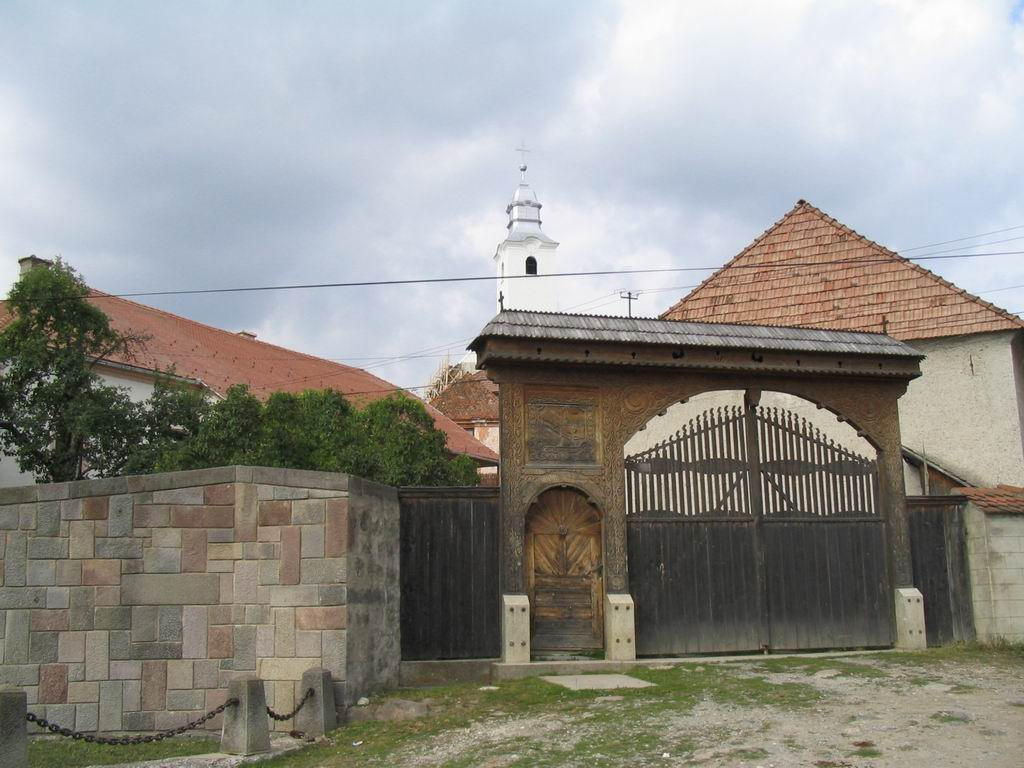
Biserica din sat

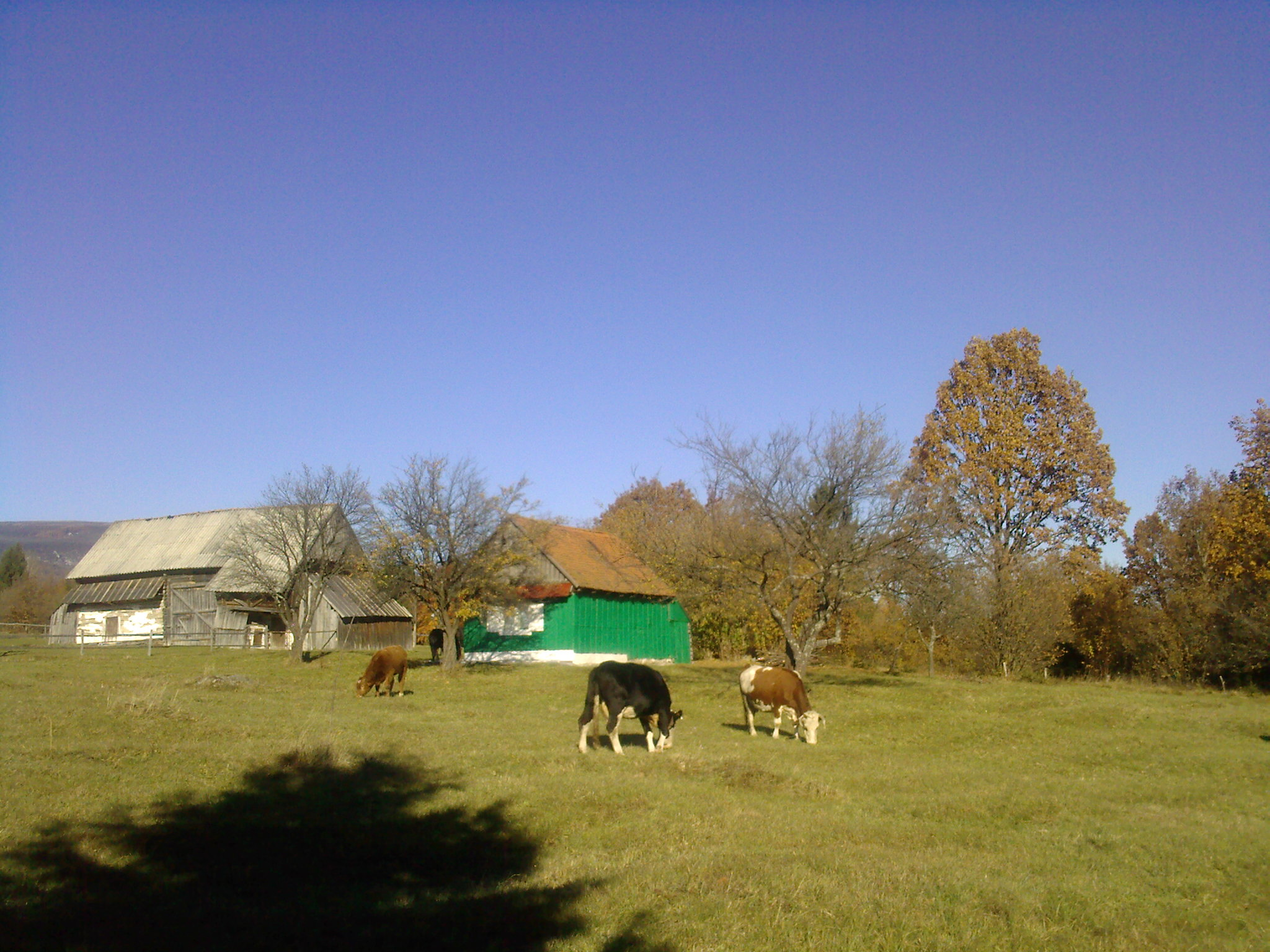
Pieisaj rural, Lueta, Harghita

- Biserica romano-catolică, construcție secolul al XVIII-lea
- Monumentul Eroilor
- Poiana narciselor
- Făntâna cu sare
- Băile Chirui
- Băile Nádasszéki
- Izvoare de ape minerale
- Trasee montane (Cheile Vâgișului, Peștera Merești, Munții Hargitei)
- Peisaje rurale

## Localități înfrățite
- Domaszék, Ungaria
- Maglód, Ungaria
- Budakalász, Ungaria